# Isola Trudnyj
L'isola Trudnyj (in russo Остров Трудный, ostrov Trudnyj, in italiano "isola dura") è un'isola russa che fa parte dell'arcipelago di Severnaja Zemlja ed è bagnata dal mare di Kara.
Amministrativamente fa parte del distretto di Tajmyr del Territorio di Krasnojarsk, nel Distretto Federale Siberiano.

## Geografia
L'isola è situata sulla costa occidentale e quasi alla fine del fiordo di Matusevič (фьорд Матусевича, f'ord Matuseviča), lungo l'isola della Rivoluzione d'Ottobre.
L'isola è di forma irregolare arrotondata con un diametro di circa 1 km; il punto più elevato si trova nella parte centrale e misura 43 m s.l.m.
Il territorio è completamente ricoperto di ghiaccio.

## Isole adiacenti
- Isola Pregraždajuščij (остров Преграждающий, ostrov Pregraždajuščij), a est.